# 陰山真寿美
陰山 真寿美（かげやま ますみ、1月11日 - ）は、日本の女性声優、ナレーター。京都府出身。青二プロダクション所属。

## 略歴
京都ノートルダム女子大学卒業。青二塾大阪校15期生。

## 人物
方言は京都弁、関西弁。
趣味は食べ歩き、ギター、生け花、歌唱、ストリートダンス。特技は蕎麦打ち、欽ちゃん走り。
資格・免許は普通自動車免許(AT車)。

## 出演
太字はメインキャラクター。

### テレビアニメ
2001年
- シャーマンキング（子供達）
- プラトニックチェーン（カオリ、ユウジ母）

2002年
- Kanon（看護婦）
- GUN FRONTIER（メイド）
- キン肉マンII世（女A、舞妓）
- ちょびっツ（コンビニのPC、カップル女）
- 釣りバカ日誌（2002年 - 2003年、女秘書、女子社員、リポーター、久美子、社員B、子猿）
- ハングリーハート WILD STRIKER（サヤカ）
- ONE PIECE（2002年 - 2011年、メイディ、ヘンゾ〈少年〉、教師）

2003年
- アストロボーイ・鉄腕アトム（市ヶ谷）
- エアマスター（女子高生、ホノカ、ハイピンク、友人1）
- 鋼の錬金術師（男の子、主婦）
- 爆転シュート ベイブレードGレボリューション（少年A）
- ボボボーボ・ボーボボ（2003年 - 2004年、リス美、にわ子、ヒヨコ、女の子、変な生き物、母）

2004年
- かいけつゾロリ（美容師、カードくんE、ラウワー、シンディ・クロヒョード、婦人警官 他）
- ソニックX（秘書）

2006年
- まじめにふまじめ かいけつゾロリ（シンディクロヒョード、バリガリ）

2007年
- ちびまる子ちゃん（2007年 - 2021年、農家のおばさん、奥様A、子供、おばさん、あきちゃん 他）

2008年
- ポルフィの長い旅（おばさん）

2009年
- こんにちは アン 〜Before Green Gables（キャシー、女性B）

2010年
- けいおん!!（クラスメイト、先生）

2012年
- ちはやふる（詩穂のママ友）

2013年
- 名探偵コナン（店員）

2014年
- くつだる。（2014年 - 2015年、ガタガタさん、食堂のおばさん、スィートルメモリー、モッタマンマ）

2015年
- 英国一家、日本を食べる（撫子）

2018年
- おそ松さん（小物屋）

2020年
- アサティール 未来の昔ばなし（ヘッサ）

### 劇場アニメ
- 黄金の法 エル・カンターレの歴史観（2003年）
- 映画けいおん!（2011年、クラスメイト）
- なぜ生きる 蓮如上人と吉崎炎上（2016年、蓮祐[6]）

### OVA
2002年
- I'll/CKBC（女生徒）
- 学園都市 ヴァラノワール（ノーラ・ノーラ、チョコ）
- サクラ大戦 神崎すみれ 引退記念 す・み・れ（観客）
- マクロス ゼロ（女B、子供）

2004年
- HUNTER×HUNTER G・I Final（アスタ）
- 土方歳三 白の軌跡（遊女）

### ゲーム
2002年
- 学園都市 ヴァラノワール（ノーラ・ノーラ、チョコ、ノルン）
- Milky Season（野々花沙織）

2003年
- スーパーリアル麻雀 for Mobile（梢ひな子）
- テイルズ オブ シンフォニア

2004年
- 好きなものは好きだからしょうがない!! -FIRST LIMIT&TARGET†NIGHTS- Sukisyo! Episode #01+#02
- 好きなものは好きだからしょうがない!! -RAIN- Sukisyo! Episode #03
- シャイニング・ティアーズ（ゼノヴィア）
- BLACK/MATRIX OO（カルディア）

2006年
- 戦国無双2 Empires（新武将〈快活〉）
- メタルギアソリッド ポータブル・オプス（研究員）
- Riviera 〜約束の地リヴィエラ〜（イリア、フール）

2007年
- メタルギアソリッド ポータブル・オプス+（研究員）

2008年
- 龍が如く 見参!

2009年
- 龍が如く3

2010年
- 龍が如く4 伝説を継ぐもの

2012年
- 新・剣と魔法と学園モノ。刻の学園（マーロウ）

2014年
- 龍が如く 維新!

2015年
- 龍が如く0 誓いの場所

2016年
- ペルソナ5
- 龍が如く6 命の詩。

2019年
- ペルソナ5 ザ・ロイヤル

### ドラマCD
- Milky Season ペアコレクション Vol.3（野々花沙織）

### ラジオドラマ
- 花の慶次（2012年、おふう）

### 吹き替え
- 10日間で男を上手にフル方法（ロリ）
- デッドコースター（シーナ〈サラ・カーター〉）※ソフト版
- ドクター・フー #14
- ミッドナイト・エクスプレス（チー）

### ラジオ番組
- あいぽん・ましゅみの声酒はんなり（2019年 - 2020年、&CAST!!!、超!A&G+[注 1]）[8]
- 声酒かたり by 神酒ノ尊（2021年 - 、超!A&G+）

### ナレーション
- うちスタ!
- 心の手料理
- ベリーベリーサタデー! GoGo森三中
- 所有者不明!!解決!空き家バスターズ
- だから私は京都に暮らす。（NHK-BS）

### ボイスオーバー
- 日立 世界・ふしぎ発見!

### その他コンテンツ
- モンスターハンター ゲームドラマ（モン）
- 声優チャット
- 青山二丁目劇場「妹なんかになりたくない!」- 山岸淑恵 役
- あなたも絶対行きたくなる!日本「最強の城」スペシャル（声の出演）